# Шай-Хулуд

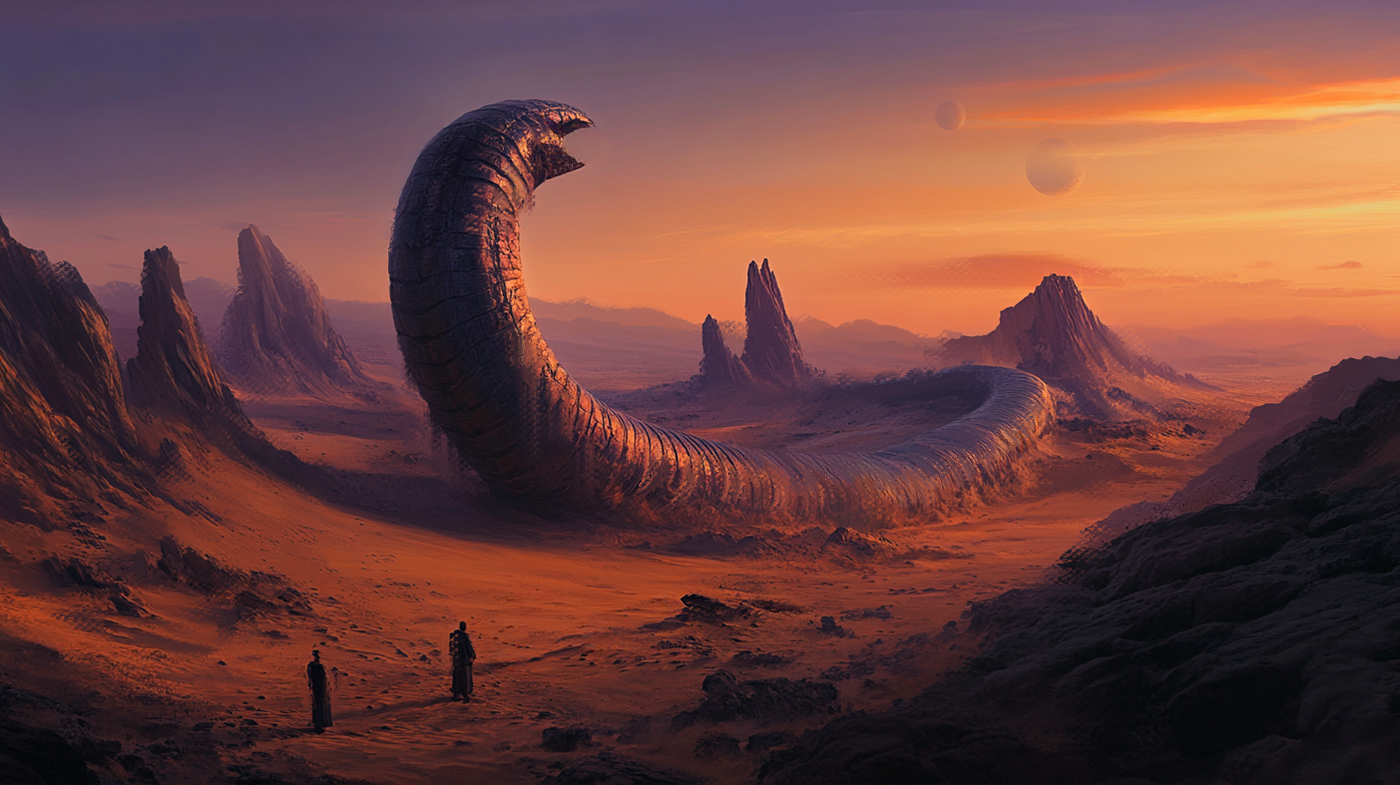
Шай-Хулуд у пустелі Арракіса

Шай-Хулу́д (англ. Shai-Hulud), Піщаний черв'як або Піщаний хробак (англ. Sandworm; лат. Geonematodium arraknis або Shaihuludata gigantica) — велетенські істоти, що фігурують у Хроніках Дюни, написаних Френком Гербертом, та її продовженнях і похідних творах. Це унікальні тварини, ендеміки планеті Арракіс, основа її екології та єдине джерело «прянощів» — речовини, що розкриває потенціал людського організму та дозволяє здійснювати міжзоряні польоти. Піщані черв'яки жили на Арракісі до епохи імператора Лето II, коли їхнє природне середовище проживання зникло. Після його правління з'явилися знову і отримали назву Шайтан, несучи в собі частинку пам'яті Лето II.

## Етимологія
Існує дві версії походження назви цієї тварини. Ймовірно, вона утворена від спотвореного араб. شيء خلود [шай'-хулӯд] — «вічна річ». Альтернативно — від івр. שָׁי חוֹלוֹת [шай шолот] — «дар пісків», що не так близько фонетично, але відповідає ролі Шай-Хулуда у «Дюні».

## Опис
Шай-Хулуд є кремнійорганічною формою життя. Кожен черв складається з декількох сотень сегментів, кожен з яких володіє власною примітивною нервовою системою, що робить хробака практично незнищенним — навіть якщо вдасться знищити один з сегментів, то його функції візьмуть інші. Піщані хробаки мають величезні розміри: найбільші особини сягають 450 метрів в довжину і 40 метрів у діаметрі (в глибокій Пустелі) і доживають до дуже поважного віку (якщо їх не вбиває один з побратимів, або якщо черв'як не гине, натрапивши на воду, яка для нього отруйна). Паща хробака досягає 80 метрів в діаметрі і наповнена сотнями зубів.
На ілюстрації Джона Шонгера до першої журнальної публікації «Дюни» (1965) паща черва складається з трьох частин, хоча в романі ніде не вказувалося, що щелепи істоти влаштовані саме таким чином. Пізніше цей художник створив кілька малюнків для обкладинок в тому ж ключі.
Протягом свого розвитку черв'яки проходять кілька стадій. Стадія личинки називається піщаною фореллю і являє собою аморфну багатоклітинну істоту. Практично вся піщана форель вмирає при виверженні прянощі, найменші коливання температури у 5 градусів за Цельсієм можуть вбити її. Вижилі особини утворюють цисту і впадають в сплячку на 6 років, розвиваючись у маленьких, кілька метрів в довжину, піщаних черв'яків. Велика частина стає жертвами старших черв'яків, і лише одиниці доростають до гігантських розмірів.
Піщані хробаки населяють майже всі піщані області Арракіса і слугують основою його екології — пісок і кисень планети є продуктами життєдіяльності цих створінь. Харчуються вони «піщаним планктоном», який споживає виділення Шай-Хулуда. На продуктах життєдіяльності піщаних форелей при контакті з водою розростається грибкова культура, що може вибухати і після висихання утворює прянощі.
Шай-Хулуд агресивно захищає свою територію, відчуваючи будь-яку вібрацію на поверхні піску, та нападає на всіх, хто її спричиняє.

## Шай-Хулуд і люди

### В Імперії
Прянощі цінувалися в Імперії як геріатричний засіб і наркотик, що підсилює прогностичні здібності навігаторів космічних кораблів, без яких неможливі міжзоряні перельоти. Ця речовина спричиняє звикання, що сильнішає в міру збільшення дози. Ціна на прянощі на ринку Імперії сягала 620 тис. соляріїв за 10 грамів. Піщані черви завжди становили небезпеку для збірників прянощів, машин гервестерів, оскільки могли проковтнути їх разом з екіпажем.

### У фрименів
Піщані хробаки відігравали важливу роль і в житті людських мешканців планети Арракіс — фрименів. Жителі пустелі активно користувалися продуктами життєдіяльності Шай-Хулуда: прянощами (і всім, що з них виготовляли: тканини, вибухівку, пластики і т. д.), кристалічними зубами, з яких робили крис-ножі, і Водою життя (яку отримували, втопивши молодого хробака у воді) — наркотиком що модифікує свідомість, з допомогою якого будять Пам'ять Предків.
Фримени поклонялися Шай-Хулуду як божеству землі (вимовляючи це ім'я особливим тоном, коли мали на увазі хробака як бога). Евфемізми: «Старець із Пустелі», «Прабатько-Вічність» та «Дідусь Пустелі».
Фримени мали навички пересування по пустелях Арракіса з допомогою піщаних черв'яків, використовуючи їх як транспортні засоби. Людину, здатну управляти піщаним хробаком, фримени нарікали Наїзником Пустелі. Щоб застрибнути на піщаного черв'яка і керувати ним, фримени використовували спеціальні гаки. Перший фримен, що застрибнув на піщаного хробака, ставав керманичем, тобто керував ним і йменувався Людиною гака. З зубів Шай-Хулуда виготовлялися ножі (крис-ножі), якими, за рідкісними винятками, могли володіти лише фримени. Без належної обробки крис-ножі руйнувалися, якщо віддалити їх від людського тіла.
Знаючи про чутливість піщаних червів до ритмічних вібрацій, фримени навчилися ходити по піску неритмічно, щоб не привертати уваги черва. Якщо навпаки була потреба приманити піщаного черва, фримени користувалися пристроями-приманками під назвою «гупало».

## У романах

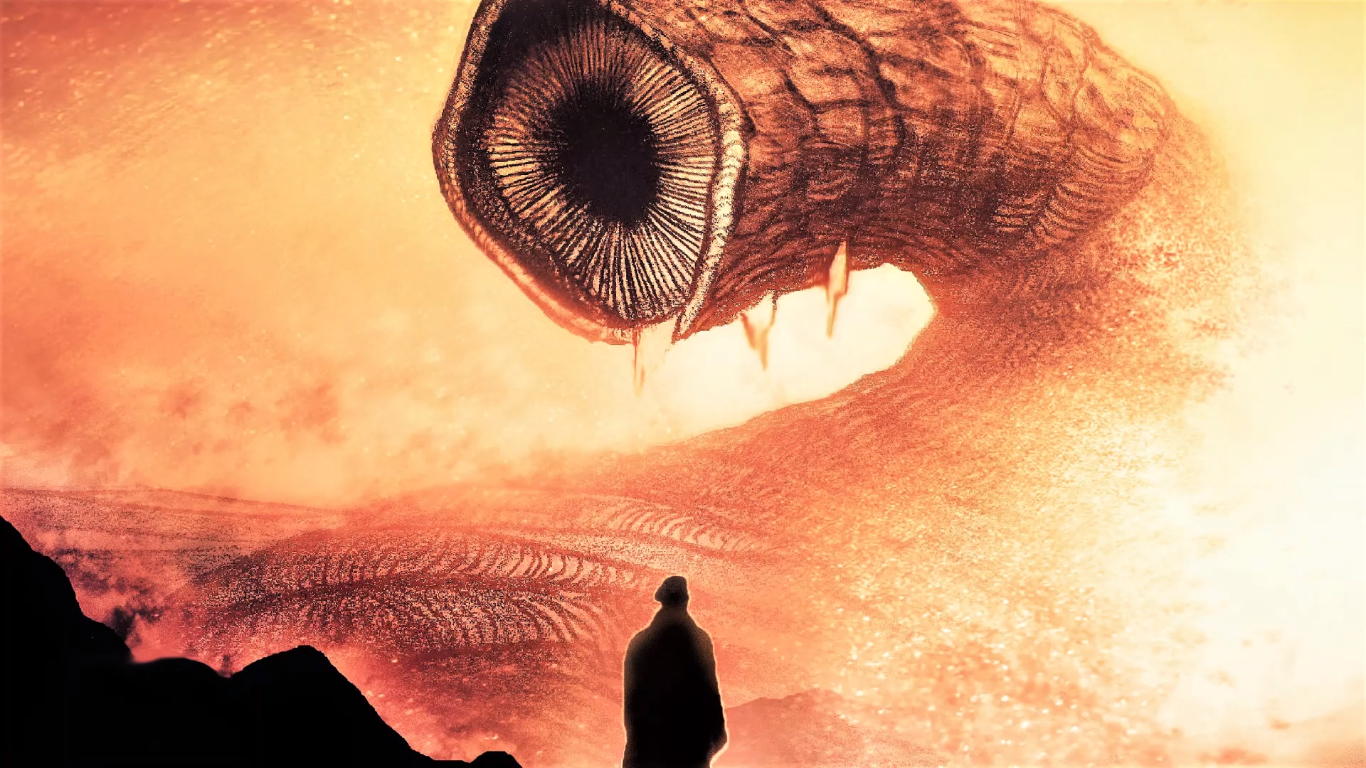

До подій, описаних у романі «Дюна», на Арракісі вже протягом кількох тисяч років збирали прянощі. Їхній зв'язок і піщаними червами розуміли небагато людей. Корінні жителі фримени вважали піщаних червів священними тваринами.
У трилогії романів-приквелів «Прелюдія до Дюни» Бене Тлейлаксу намагалися створити синтетичні прянощі, проте зазнали провалу, оскільки не знали, що прянощі утворюються внаслідок життєдіяльності Шай-Хулуда.
Осідлання піщаного черва було однією з умов визнання Пола Атріда месією в романі «Дюна», з чим він успішно справився.
В романі «Діти Дюни» контрабандисти намагалися вивезти декількох піщаних червів з Арракіса, щоб розводити їх на іншій планеті та порушити монополію Атрідів на видобуток прянощів. Лето II вживав прянощі та дозволив багатьом піщаним форелям покрити його тіло, утворивши своєрідний живий костюм.
Протягом наступних 3500 років Лето II утворив симбіоз із піщаним червом. До подій «Бога-Імператора Дюни» Арракіс став вологою планетою і піщані черви вимерли. Лето II лишився єдиним джерелом прянощів і насадив у Імперії свою абсолютну владу, ставши доброзичливим диктатором. Плануючи подальший розвиток людства, він допустив своє вбивство змовниками. Після його смерті піщана форель звільнилася з тіла Лето II, почавши наступний життєвий цикл піщаного черва. Нові піщані черви, ввібравши частини пам'яті Лето II, стали більш витривалими та адаптивними, ніж їхні попередники, що дозволило їм жити на інших планетах.
У наступні 1500 років Арракіс (тепер під назвою Ракіс) знову став пустельною планетою. Настоятелька Бене Ґессерит Тараза у «Єретиках Дюни» організувала знищення Ракіса Всечесними Матронами, щоб позбавити людство шляху, визначеного Лето II. Після вбивства Тарази, її наступниця Дарві Одраде взяла піщаного черва на планету Капітула з метою тераформування планети в іншу Дюну, а потім зробити те саме на інших планетах і необмежено добувати прянощі.
У «Піщаних червах Дюни» Космічна Гільдія була змушена замінити своїх навігаторів навігаційними пристроями іксіанів і припинити постачання навігаторам прянощів. Група навігаторів зайнялася створенням удосконалених піщаних червів, здатних виробляти прянощі. Вона звернулася до Тлейлаксу Ваффа, що змінив ДНК червів, зробивши дорослих особин такими ж стійкими до води, як і піщана форель. Результатом стали морські черви, випущені в океани Баззелла. Морські черви виробляли висококонцентровану форму прянощів, «ультрапрянощі», якими потім скористався Омніус для створення двійника Пола Атріда. Оригінальні піщані черви пережили спустошення Ракіса під поверхнею планети.

## У масовій культурі
Істоти, подібні Шай-Хулуду, зустрічаються в багатьох інших творах популярної культури: в кінематографі (грабоїд в «Тремтіння землі») і особливо у відеоіграх (наприклад, терраморф в Borderlands 2, молотильник в серії ігор Mass Effect, піщаний черв'як у Overlord, в одній з місій Jedi Knight: Jedi Academy, в грі Terraria). Пародійний варіант піщаних черв'яків присутній в комедійному фільмі жахів «Бітлджюс».

### Кіно
Ідея Шонгера про черва з трьома щелепами була запозичена дизайнерами для екранізації Девіда Лінча 1984 року. В ній черви мають тіло з багатьох тонких сегментів і три подвійні щелепи, за якими розташовані численні зуби. Фільм часто покладався на затемнення деталей черва завислим пилом або тінню. Появу істоти супроводжували незрозумілої природи помаранчеві блискавки. Хоча образ червів критикувався як «фалічний», саме він здобув популярність.
У телесеріалі «Дюна» 2000 року піщані черви, на відміну від фільму Лінча, зображалися за допомогою комп'ютерної графіки. Замість тонких кілець, ці піщані черви мають грубу луску та менш виражені щелепи.
Піщані черви в фільмі «Дюна» 2021 року мають шкірясте тіло та круглий рот з численними зубами, що нагадують китовий вус. Дизайнери в цілому прагнули зобразити червів як аналог китів: великих, але водночас граційних істот. У цьому фільмі черви мають під лусками отвори, схожі на виходи дихальної системи.

### Відеоігри
Піщані черви є важливим елементом у стратегічній грі 1992 року Dune II: The Building of a Dynasty. Там піщані черви раптово нападають на збірники прянощів або військові підрозділи. Черви приховані під піском у деяких місіях і атакують, щойно в радіусі їхнього чуття опиняється порушник. Піщаних червів можна поранити чи вбити потужною технікою, і тоді вони зникають. Також зникають після того, як з'їдять 3 підрозділи.
У Dune 2000 (1998) вони присутні з першої місії. Піщані черви тимчасово зникають після того, як з'їдять п'ять одиниць техніки, але з часом повертаються.
Оскільки дія Emperor: Battle for Dune (2001) відбувається на чотирьох планетах, то піщані черви становлять небезпеку тільки на Арракісі. Гравці також повинні знищити генетично модифікованого «імператорського черва», щоб завершити гру.
У Dune Spice Wars (2023) піщаний черв випадково з'являється в піску та з'їдає збірники прянощів або військові підрозділи. Гравець отримує попередження про наближення черва та може відвести підконтрольні одиниці в безпечне місце. Черва приманюють переміщення великих армій і вибухи.

### Музика
- «Shai Hulud» — інструментальна композиція на спільному альбомі Sparklehorse+ Fennesz In The Fishtank 15[30].
- «Шай Хулуд» — пісня на альбомі Plus ça Change філкера Кеті Ма[31].
- «Shai Hulud» — американська металкор-група[32].

## Символізм
Френк Герберт розробив образ Шай-Хулуда, спираючись на образ дракона, що охороняє свої скарби.
Вілліс Макнеллі, один з дописувачів «Енциклопедії Дюни» вважає, що образ Шай-Хулуда відсилає до Левіафана, біблійного чудовиська.
Мистецтвознавиця Белла Росс на сайті «Screen Rant» описала, що піщані черви втілюють небезпеки для колонізаторів через свою жахливість і безкомпромісну природу.

## У науці

Голова реальної нематоди

Біолог Майкл С. Вернер з Університету Юти в 2021 році, з приводу виходу екранізації «Дюни», вказав, що існування Шай-Хулуда пов'язане з низкою проблем. По-перше, така велика тварина потребує легенів для дихання, а черви дихають через поверхню шкіри; поверхні тіла Шай-Хулуда недостатньо для підтримання життя. По-друге, черв через свої великі розміри та масу потребує внутрішнього скелета, який відсутній у реальних червів. Натомість наявність у Шай-Хулуда численних зубів реалістична та нагадує ротовий апарат реальних нематод. Прянощі також мають приблизний відповідник у реальності. Нематоди на Землі виділяють різноманітні речовини, що можуть зупиняти розвиток інших червів (своєрідно подовжуючи їхнє життя), приманювати статевих партнерів і слугувати їжею для молодих нематод. Нематоди забезпечують аерацію ґрунту, транспортують корисні бактерії та гриби та роблять поживні речовини доступними для рослин і великих тварин. Проте, як пояснює Емма Шерлок, куратор і експерт з червів у Лондонському музеї природничої історії, проблему нестачі кисню може вирішити збільшена кількість гемоглобіну в крові, як у реального Megascolides australis, якого можна знайти в деяких регіонах Австралії. На думку Анни Аллен, програмної директора Національного наукового фонду США, піщані черви мусили б багато часу проводити в сплячці, поки не виявлять здобич поблизу. В такому разі їхнє орієнтування на вібрації дуже логічне.
У серпні 2023 року палеонтолог Канзаського університету Ріаннон ЛаВайн назвала нещодавно відкритого вимерлого 500 млн років тому морського багатощетинкового черва Shaihuludia shurikeni на честь вигаданих піщаних червів Герберта.